# Jánoshegy (városrész)
Jánoshegy egybeírva Budapest egyik városrésze a XII. kerületben. Elnevezését a János-hegy után kapta, amin található. Itt található Budapest legmagasabb pontja (528,16 m).

## Fekvése
Határai: Budakeszi út a Jánoshegyi út legészakibb kanyarjához délre futó turistaúttól – Árnyas út – Remete út – a Tündér-sziklát délről megkerülő turistaút – Tündérhegyi út a Kossuth emlékműig – az innen a Jánoshegyi útra vezető turistaút – Jánoshegyi út – a Jánoshegyi út legészakibb kanyarjához délre futó turistaút a Budakeszi útig.

## Története
1847-ben a dűlőkeresztelő során kapta mai nevét a német Johannesberg tükörfordításaként.